# Lacinipolia consimilis
Lacinipolia consimilis är en fjärilsart som beskrevs av Mcdunnough 1937. Lacinipolia consimilis ingår i släktet Lacinipolia och familjen nattflyn. Inga underarter finns listade i Catalogue of Life.